# پیشینه باشگاه فوتبال پرسپولیس

نشان باشگاه در دوره پیش از انقلاب ۱۳۵۷

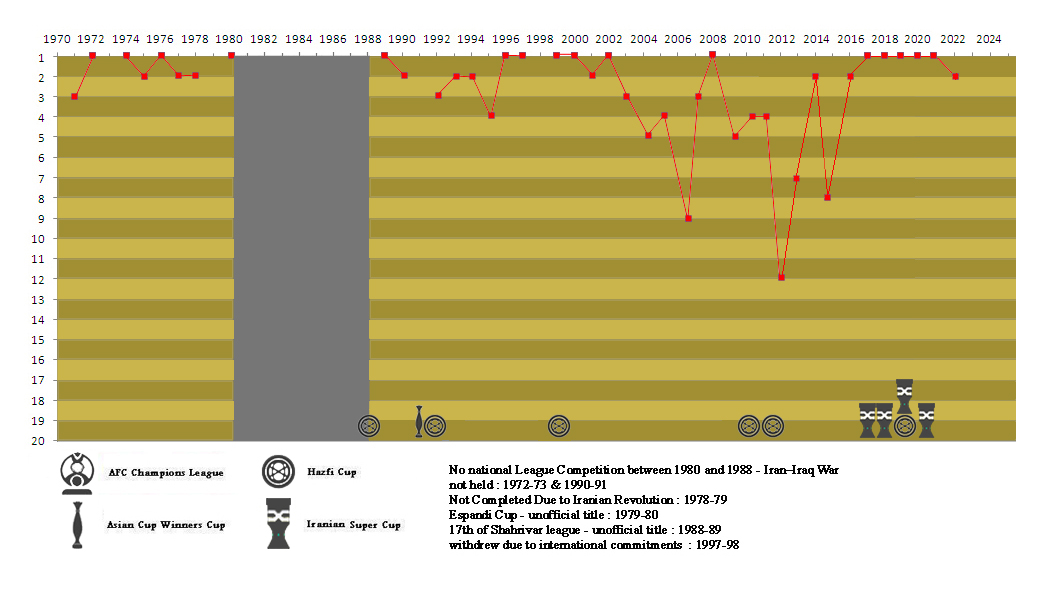
رتبه‌های پایان فصل پرسپولیس در لیگ

باشگاه فوتبال پرسپولیس تهران در سال ۱۳۴۲ بنیان‌گذاری شد. این باشگاه تاکنون رویدادهای ورزشی گوناگونی را پشت سر گذاشته است. این نوشتار به پیشینهٔ باشگاه فوتبال پرسپولیس می‌پردازد.  
پرسپولیس در لیگ برتر خلیج فارس بازی می‌کند و پس از سال ۱۳۴۷، در همهٔ ادوار برگزارشده در بالاترین سطح لیگ فوتبال ایران حضور داشته است. این تیم از سال ۱۳۴۲ تا ۱۳۴۵ در دسته دوم فوتبال به فعالیت خود ادامه می‌داد و در سال ۱۳۴۶ در پی نتایج ضعیف و همچنین تغییراتی که در قوانین فدراسیون فوتبال به‌وجود آمد، به دسته پایین‌تر یعنی دسته سوم فوتبال ایران سقوط کرد. اما با تلاش‌های علی عبده، این تیم توانست در سال ۱۳۴۷ در جام باشگاه‌های تهران به میدان برود.
پرسپولیس از آغاز تاریخ خود، شانزده بار در بالاترین سطح لیگ فوتبال ایران به قهرمانی رسیده و از این جهت پرافتخارترین تیم است. بر پایه گزارش کنفدراسیون فوتبال آسیا، پرسپولیس به‌عنوان پرهوادارترین تیم فوتبال آسیا شناخته شده است و پس از آن دالیان چین و الهلال عربستان در رتبه‌های بعدی جای گرفته‌اند. مهم‌ترین افتخارات باشگاه پرسپولیس از ابتدای تأسیس خود تاکنون شانزده قهرمانی و ده نایب قهرمانی لیگ‌های سراسری ایران، هفت قهرمانی و دو نایب قهرمانی جام حذفی ایران، پنج قهرمانی و دو نایب قهرمانی سوپر جام ایران، شش قهرمانی و چهار نایب قهرمانی جام باشگاه‌های تهران، دو قهرمانی و دو نایب قهرمانی جام حذفی تهران، یک قهرمانی جام شهید اسپندی، یک قهرمانی مسابقات انتخابی آسیا، یک قهرمانی جام برندگان جام آسیا، دو مقام نایب قهرمانی لیگ قهرمانان آسیا، یک مقام نایب قهرمانی جام برندگان جام آسیا، سه مقام سومی جام باشگاه‌های آسیا است. تیم پرسپولیس از ابتدای تأسیس خود با کسب ۳۹ جام رسمی و ۲۸ جام کشوری پر افتخارترین باشگاه تاریخ فوتبال ایران محسوب می‌شود. مالک باشگاه پرسپولیس پیش از انقلاب علی عبده بود. باشگاه پرسپولیس با پنج قهرمانی متوالی در لیگ برتر ایران رکورددار می‌باشد. تیم پرسپولیس چهار بار در فینال‌های تورنمنت‌های مختلف آسیایی (دو فینال لیگ قهرمانان آسیا، دو فینال جام برندگان جام آسیا) حضور داشته است. باشگاه پرسپولیس با کسب هفت عنوان قهرمانی و دو عنوان نایب قهرمانی جزو تیم‌های پر افتخار در جام حذفی فوتبال ایران به‌شمار می‌آید. باشگاه پرسپولیس ۹ بار در مرحلهٔ نیمه‌نهایی تورنمنت‌های مختلف آسیایی (سه بار لیگ قهرمانان آسیا، چهار بار جام باشگاه‌های آسیا، دو بار جام برندگان جام آسیا) حضور داشته است. تیم پرسپولیس نخستین تیم در لیگ ایران بود که موفق شده در سال ۵۲ بدون باخت قهرمان لیگ فوتبال ایران شود. باشگاه پرسپولیس نخستین تیم در فوتبال ایران بوده که دو بار در دهه‌های ۹۰ و ۱۴۰۰ به‌طور همزمان در یک فصل موفق به کسب سه‌گانه در فوتبال ایران یعنی قهرمانی همزمان لیگ ایران، جام حذفی ایران و سوپر جام ایران در یک فصل شده و از این حیث رکورددار در فوتبال ایران است. تیم پرسپولیس با کسب یک قهرمانی و یک نایب قهرمانی پُرافتخارترین تیم ایرانی و سومین تیم پُرافتخار در تورنمنت جام برندگان جام آسیا محسوب می‌شود. باشگاه پرسپولیس با کسب شانزده قهرمانی در ادوار لیگ رکورددار بیشترین تعداد قهرمانی در لیگ‌های سراسری ایران است. تیم پرسپولیس موفق به کسب چهار قهرمانی متوالی در سوپر جام ایران شده است. باشگاه پرسپولیس موفق به کسب پنج قهرمانی متوالی در جام باشگاه‌های تهران شده است. تیم پرسپولیس سه بار در دهه‌های ۷۰، ۹۰ و ۱۴۰۰ موفق به کسب دبل کاپ (دوگانه) قهرمانی همزمان در هر دو جام در طول یک فصل (لیگ ایران، جام حذفی ایران) شده و از این حیث در فوتبال ایران رکورددار است. تیم پرسپولیس با پنج قهرمانی در سوپر جام ایران رکورددار بیشترین تعداد قهرمانی در این جام است. باشگاه پرسپولیس با نه قهرمانی در لیگ برتر دارای بیشترین تعداد عنوان قهرمانی بوده و از این حیث رکورد دار در فوتبال ایران می‌باشد. باشگاه پرسپولیس نه بار در فینال جام حذفی و هفت بار در فینال سوپر جام حضور داشته است.

## ایجاد پرسپولیس (۱۳۴۶–۱۳۲۱)

### باشگاه شاهین (۱۳۴۶–۱۳۲۱)

بازیکنان باشگاه شاهین بسیاری از بازیکنانی که پس از انحلال شاهین به پرسپولیس پیوستند در این نگاره دیده می‌شوند.

باشگاه فوتبال شاهین در سال ۱۳۲۱ به دست عباس اکرامی با نام قبلی همایون تهران بنا شد. او یک معلم بود و باشگاه را با کمک تعدادی جوان دانشجو با شعار 
اول اخلاق، دوم درس، سوم ورزش
بنا نهاده بود. باشگاه شاهین توانست بازیکنان بزرگی مانند پرویز دهداری، امیرمسعود برومند، همایون بهزادی، حبیب محقق‌زاده، حمید شیرزادگان، جعفر کاشانی، حسین کلانی و بسیاری دیگر را که در تیم ملی بازی کردند، به فوتبال ایران بشناساند.
شاهین در دهه ۱۳۴۰ به اوج محبوبیت رسید اما برخی اتفاقات، فدراسیون فوتبال ایران و روزنامه کیهان ورزشی (مهم‌ترین روزنامهٔ ورزشی آن زمان) را روبه‌روی آن‌ها قرار داد. اختلاف بین آن‌ها بیشتر شد و باعث شد تا در روز ۱۸ تیر ۱۳۴۶، دو روز پس از برد ۳–۱ شاهین رو در روی باشگاه تهرانجوان، سازمان ورزش و تفریحات ایران شاهین را منحل اعلام کند.
در مورد دلایل انحلال باشگاه شاهین حرف و حدیث‌های بسیاری وجود دارد. اگرچه سازمان ورزش دلیل انحلال این باشگاه را در متن ابلاغیهٔ رسمی «منافات فعالیت‌ها با روح عالیهٔ ورزش» عنوان می‌کند، اما برخی تحلیلگران، دلایل سیاسی؛ از جمله مخالفت عباس اکرامی با حکومت پهلوی را مؤثر می‌دانند. بنابر ادعای یکی از بازیکنان شاهین ردپای تحریک‌های پرویز خسروانی، مدیر عامل وقت باشگاه تاج هم در این انحلال دیده می‌شود.

باشگاه فوتبال پرسپولیس تهران در دههٔ ۱۳۴۰

پس از انحلال شاهین هواداران با ادامهٔ لیگ همراهی نکردند. هنگامی که شاهین منحل شد، چند باشگاه مانند پاس، راه‌آهن و عقاب در پی جذب بازیکنان شاهین برآمدند و این به معنی از هم پاشیدن این تیم بود. اما با رایزنی علی عبدو با پرویز دهداری و مسعود برومند، بازیکنان باشگاه شاهین به تیم پرسپولیس پیوستند.

### باشگاه پرسپولیس (۱۳۴۶–۱۳۴۲)
باشگاه پرسپولیس در سال ۱۳۴۲ به دست علی عبده بنیان‌گذاری شد. این باشگاه از دارایی‌های «شرکت سی.آر. سی» بود که به جز عبده، فاطمه پهلوی و همسرش محمد خاتم نیز از سهامداران آن بودند. عبده از آمریکا به ایران آمده بود و در مشت‌زنی آمریکا صاحب عنوان قهرمانی و مسئولیت بود.
در آن زمان باشگاه پرسپولیس در رشته‌های ورزشی بولینگ، والیبال، بسکتبال و اسکیت فعال بود. پس از انحلال شاهین و در زمستان ۱۳۴۶، با رایزنی عبده و پرویز دهداری، ۴ نفر از بازیکنان شاهین به نام‌های ابراهیم آشتیانی، ناظم گنجاپور، کاظم رحیمی (به‌عنوان کاپیتان) و بهمن نوروزی در یک بازی دوستانه با باشگاه جم آبادان (که در آن زمان باشگاهی صاحب نام و قهرمان اولین دورهٔ جام منطقه‌ای ایران بود) در ترکیب تیم پرسپولیس قرار گرفتند.
حضور این ۴ نفر در آن بازی زمینه‌ساز پیوستن بقیهٔ بازیکنان شاهین به پرسپولیس و آغاز محبوبیت این باشگاه شد. پرسپولیس سال ۱۳۴۷ را با مربیگری پرویز دهداری و سرپرستی مسعود برومند آغاز کرد. آن تیم کار خود را از دسته پایین فوتبال ایران آغاز کرد و در سال ۱۳۴۷ با انحلال چند تیم در آن زمان باعث شد تا مسابقات رده‌بندی برای تعیین دستهٔ باشگاه‌های کشور برگزار شود. در آن مسابقات ۴۴ تیم شرکت کردند که تیم‌های پرسپولیس، تاج، پاس و عقاب در گروه‌های خود صدرنشین شدند.

## سالیان نخست (۱۳۵۲–۱۳۴۶)

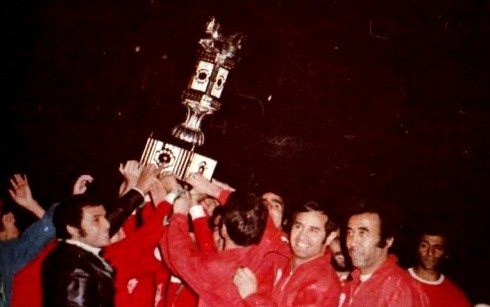
پرسپولیس نخستین قهرمان جام تخت جمشید

باشگاه فوتبال پرسپولیس تهران در دههٔ ۱۳۵۰

از سال بعد پرسپولیس وارد لیگ ایران شد و با قهرمانی باشگاه‌های تهران به عنوان نمایندهٔ ایران به جام باشگاه‌های آسیا که در تایلند برگزار می‌شد راه یافت، اما پرسپولیس در آن جام موفق نبود و در مرحلهٔ گروهی این رقابت‌ها حذف شد. در سال ۱۳۴۸ کارخانه ایران ناسیونال خودروی پیکان را تولید کرد. محمود خیامی مالک آن برای تبلیغ محصول جدید کارخانه‌اش با عبده توافقنامه‌ای امضا کرد و تمام بازیکنان پرسپولیس به جز عزیز اصلی و محمود خوردبین را برای باشگاه پیکان به صورت قرضی خریداری کرد. در آن سال پیکان با اقتدار قهرمان شد و پرسپولیس با بازیکنانی جوان به مقام یازدهم رسید. پیکان آن سال پرسپولیس را با گل علی پروین شکست داد. سال بعد تمام بازیکنان به پرسپولیس بازگشتند.
در سال ۱۳۵۰، پرسپولیس اولین قهرمانی خود را با اقتدار به‌دست‌آورد. آن‌ها فصل را با ۱۳ پیروزی و ۱ شکست برابر تاج مسجد سلیمان پشت سر گذاشتند. در سال ۱۳۵۱ عبدو مانور تبلیغاتی بزرگی به راه انداخت و باشگاه پرسپولیس را یک باشگاه حرفه‌ای اعلام کرد، اما در پی حمایت نکردن دیگر باشگاه‌ها، پرسپولیس بار دیگر آماتور شد.

## دوران جام تخت جمشید (۱۳۵۷–۱۳۵۲)

باشگاه فوتبال پرسپولیس تهران در دههٔ ۱۳۵۰

باشگاه فوتبال پرسپولیس تهران در دههٔ ۱۳۵۰

جام تخت جمشید در سال ۱۳۵۲ راه‌اندازی شد. این جام تا آن زمان، معتبرترین و برترین جام برگزار شده در ایران بود. در ۵ دورهٔ برگزاری این جام، پرسپولیس با ۲ قهرمانی در سال‌های ۵۲–۵۱ و ۵۵–۵۴ و نایب قهرمانی در ۳ سال دیگر، پرافتخارترین تیم ایران لقب گرفت. در نخستین دورهٔ جام تخت جمشید نیز پرسپولیس بدون شکست و با اقتدار تمام قهرمان شد و حتی تاج، رقیبش را که نایب قهرمان شد؛ ۶–۰ شکست داد.
پرسپولیس با پیروزی ۲–۰ برابر ماشین‌سازی تبریز در ۲۲ مرداد ۱۳۵۷، دوران حضور خود را در جام تخت جمشید به پایان برد.

## دههٔ نخست پس از انقلاب (۱۳۶۹–۱۳۵۸)
چند ماه پیش از انقلاب ۱۳۵۷، ساختمان بولینگ عبده آتش گرفت. در پی این آتش‌سوزی بیمه تمام خسارت را به فاطمه پهلوی پرداخت نمود. از این رو برخی او را در آتش‌سوزی سهیم می‌دانند. عبده و فاطمه پهلوی پس از آتش‌سوزی به آمریکا رفتند.
با این‌که پرسپولیس در سال ۱۳۵۸ در جام شهید اسپندی که نخستین دورهٔ مسابقات رسمی بعد از انقلاب بود به قهرمانی رسید، اما تیم از هم پاشید و بسیاری از بازیکنان عوض شدند. بنیاد مستضعفان انقلاب اسلامی باشگاه پرسپولیس را مصادره کرد و باشگاه بدون زمین تمرین و دفتر در اوج تنگدستی زیر نظر سازمان تربیت بدنی قرار گرفت.
پرسپولیس در سال ۱۳۶۰ در جام باشگاه‌های تهران دوم شد که البته جام قهرمانی تنها به‌دلیل تعیین نتیجهٔ ۳–۰ بازنده در برابر هما از دست رفت، چرا که سازمان تربیت بدنی قصد داشت نام پرسپولیس را به نام «شهید چمران» تغییر دهد که بازیکنان پرسپولیس به همراه مربی این وقت تیم محراب شاهرخی به نشانهٔ اعتراض، مقابل هما به میدان نرفتند. در آن سال پرسپولیس در فینال جام حذفی هم در ضربات پنالتی به شاهین باخت.
با وقوع جنگ ایران و عراق و برگزار نشدن لیگ کشوری، پرسپولیس از دوران خوب خود فاصله گرفت، اما همچنان یکی از تیم‌های برتر جام باشگاه‌های تهران و جام‌ حذفی تهران بود.
در سال ۱۳۶۴ پرسپولیس در صدر یکی از گروه‌های دوگانهٔ جام باشگاه‌های تهران قرار داشت. با متهم شدن رضا عابدیان بازیکن پرسپولیس، به بازی‌های غیرقانونی به‌دلیل مسئلهٔ سربازی، نتیجهٔ سه بازی آخر پرسپولیس تغییر کرد و سه بر صفر به سود حریف اعلام شد. با این نتایج پرسپولیس از ردهٔ اول به ردهٔ پنجم سقوط کرد و از صعود به نیمه‌نهایی بازماند.
در سال ۱۳۶۶ پرسپولیس، قهرمان جام باشگاه‌های تهران شد.

## دوران تجدید حیات در جام آزادگان (۱۳۷۹–۱۳۶۹)

باشگاه فوتبال پرسپولیس تهران در آغاز دههٔ ۱۳۷۰

در سال ۱۳۶۹ لیگ آزادگان ایران راه‌اندازی شد که در آن زمان، حرفه‌ای‌ترین جام برگزار شده در سطح کشور بود. این لیگ با حضور تیم‌هایی از سراسر ایران برگزار می‌شد و قهرمان این لیگ، به جام باشگاه‌های آسیا راه می‌یافت. پرسپولیس پس از پشت سر گذاشتن دوران رکود طی سال‌های پیشین، با حضور در این لیگ به دوران اوج خود بازمی‌گردد.
یکی از تلخ‌ترین روزهای پرسپولیس، روز ۱۲ بهمن ۱۳۷۱ بود، در این روز پرسپولیس در فینال لیگ آزادگان ۱۳۷۱ برابر پاس به میدان رفت و در نیمهٔ اول با گل علی‌اصغر مدیرروستا عقب افتاد، اما اخراج اکبر یوسفی این تیم را امیدوار کرد. کریم باوی در نیمهٔ دوم دروازه پاس را گشود و نهایتاً کار به ضربات پنالتی کشید و در این ضربه‌ها بهزاد غلامپور درخشان ظاهر شد و ضربهٔ بهزاد داداش‌زاده را مهار کرد و پرسپولیس به نایب قهرمانی رسید. در همان شب، یکی از اسطوره‌های پرسپولیس، یعنی محراب شاهرخی درگذشت.
پرسپولیس در دوران برگزاری لیگ آزادگان، با کسب ۴ عنوان قهرمانی و ۲ نایب قهرمانی؛ پرافتخارترین تیم این رقابت‌ها لقب گرفت. در سال‌های ۱۳۷۴ و ۱۳۷۵ پرسپولیس دو بار پیاپی به قهرمانی رسید. در سال ۱۳۷۶ رقیب پرسپولیس، استقلال تهران؛ به قهرمانی رسید و پرسپولیس بعد از هشت بازی و ۴ برد، ۲ باخت و ۲ مساوی کنار کشید و در سال بعد به جام آزادگان بازگشت. پرسپولیس در سال ۱۳۷۷ با اختلاف ۱۲ امتیازی نسبت به استقلال، سومین قهرمانی خود را به‌دست‌آورد و سال بعد (۱۳۷۸) بار دیگر به‌طور پیاپی و با اختلاف ۷ امتیازی نسبت به رقیب دیرینش، به چهارمین قهرمانی خود دست یافت. پرسپولیس در سال ۱۳۷۹ با کسب عنوان دومی این رقابت‌ها، دوران حضور خود را در لیگ آزادگان به پایان برد.
به‌طور کلی دههٔ ۱۳۷۰ خورشیدی برای پرسپولیس یک دههٔ موفقیت‌آمیز بود. کسب ۴ عنوان قهرمانی در لیگ آزادگان و ۲ عنوان قهرمانی در رقابت‌های جام حذفی، دوران پرافتخاری را برای این تیم رقم زد. حضور بیش از ۶ بازیکن پرسپولیس در یک برههٔ زمانی در تیم ملی ایران، این تیم را به یکی از ارکان اصلی فوتبال ملی ایران مبدل ساخته بود. بازیکنان بزرگی مانند علی دایی، احمدرضا عابدزاده، کریم باقری، مهدی مهدوی‌کیا، رضا شاهرودی، نعیم سعداوی، یحیی گل‌محمدی، مهرداد میناوند، افشین پیروانی و علی کریمی در این دوران در پرسپولیس بازی کردند.

## سالیان نخست لیگ برتر (۱۳۸۶–۱۳۸۰)
در سال ۱۳۸۰؛ لیگ ایران حرفه‌ای شد و از لیگ آزادگان به لیگ برتر تغییر نام داد. در نخستین دورهٔ این جام، پرسپولیس با مربیگری علی پروین رقابت نزدیکی با استقلال داشت و پیش از هفتهٔ پایانی با دو امتیاز کمتر در ردهٔ دوم بود. در هفته پایانی، استقلال درحالی‌که می‌توانست با یک مساوی برابر ملوان در بندر انزلی به قهرمانی برسد، بازی را باخت و پرسپولیس با تک‌گل ابراهیم اسدی فجر سپاسی را در تهران برد و به قهرمانی دست یافت.
دوران افت و بحران پرسپولیس پس از قهرمانی در نخستین دورهٔ لیگ برتر آغاز شد. پرسپولیس در دومین دورهٔ لیگ برتر سوم شد، بدون این‌که به سپاهان اصفهان؛ قهرمان آن فصل نزدیک شود. پرسپولیس در مرحلهٔ نخست جام قهرمانان باشگاه‌های آسیا در گروهش دوم شد و از راهیابی به دور دوم بازماند.
دورهٔ سوم لیگ برتر با آغاز مدیریت اکبر غمخوار و تحولاتی جدید در پرسپولیس همراه بود. پیش از آغاز فصل، پروین با غمخوار مشکل پیدا کرد و با باشگاه قطع همکاری کرد. مدتی بعد باشگاه وینکو بگوویچ را به‌عنوان مربی برگزید و بازیکنان صاحب‌نامی مانند علی دایی، کریم باقری، مهرداد میناوند، جواد کاظمیان و یحیی گل‌محمدی را خرید. آن‌ها فصل را با چند برد پرگل آغاز کردند و صدرنشین شدند، اما در ادامه فراز و نشیب زیادی داشتند و پنجم شدند.
پرسپولیس در دورهٔ چهارم لیگ برتر با مربیگری راینر زوبل به رتبهٔ چهارم دست یافت و در جام حذفی نیز در مرحلهٔ یک‌هشتم نهایی، حذف شد.
در لیگ پنجم (فصل ۸۵–۱۳۸۴) علی پروین تا هفتهٔ ۱۶اُم سرمربی پرسپولیس بود و سپس آری هان هلندی جانشین او شد. در انتهای این فصل، پرسپولیس جایگاه نهم لیگ را به‌دست‌آورد و در فینال جام حذفی نیز در برابر سپاهان شکست خورد و این جام را نیز از دست داد.
در لیگ برتر ششم (فصل ۸۶–۱۳۸۵) مصطفی دنیزلی ترکیه‌ای سرمربی پرسپولیس شد. در این فصل نیز پرسپولیس به جام نرسید و در نهایت جایگاه سوم لیگ را به‌دست‌آورد و در جام حذفی نیز در نیمه‌نهایی حذف شد.

## مربیگری افشین قطبی و بازگشت به لیگ قهرمانان آسیا تا پایان دههٔ هشتاد (۱۳۸۶–۱۳۹۰)

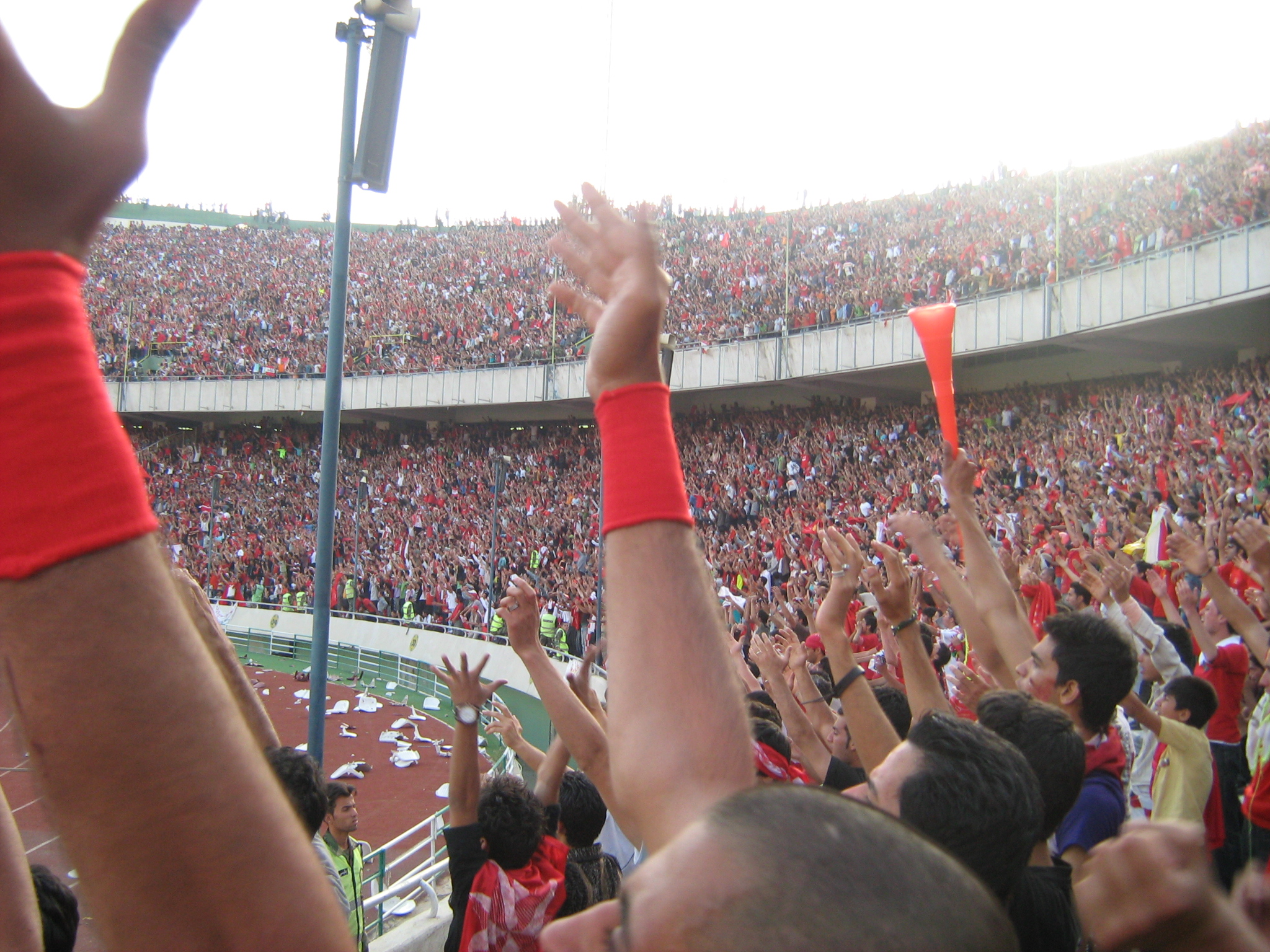
نمایی از هواداران سرخ‌پوش تیم فوتبال پرسپولیس در ورزشگاه آزادی تهران. پرسپولیس تهران ۲–۱ سپاهان اصفهان؛ بازی پایانی لیگ برتر ۸۷–۱۳۸۶؛ ۲۸ اردیبهشت ۱۳۸۷

در این فصل، پرسپولیس پس از ۶ سال دوری از جام در جام خلیج فارس ۸۷–۱۳۸۶ به قهرمانی رسید حضور افشین قطبی به‌عنوان سرمربی، مدیریت حبیب کاشانی، مربیگری حمید استیلی و خریدهای خوب پرسپولیس، این تیم را به مدعی اصلی کسب عنوان قهرمانی لیگ برتر تبدیل کرده بود و پرسپولیس پس از شش سال توانست بار دیگر به عنوان قهرمانی این رقابت‌ها دست یابد. این دوره از مسابقات لیگ برتر، برای نخستین بار با حضور ۱۸ تیم برگزار شد. در این دوره نیز پرسپولیس رقابت بسیار شدیدی با تیم فوتبال سپاهان اصفهان داشت و این دو تیم در حالی در آخرین مسابقه به مصاف یکدیگر رفتند که سپاهان با کسب تساوی نیز به عنوان قهرمانی دست پیدا می‌کرد، اما تیم پرسپولیس با گل دقیقهٔ ۹۶ سپهر حیدری توانست با نتیجه ۲ بر ۱ سپاهان را شکست دهد و اولین تیمی باشد که ۲ بار به مقام قهرمانی لیگ برتر فوتبال ایران دست یافته است. پرسپولیس در این فصل، جام حذفی را در دور پنجم از دست داد.
در هشتمین دورهٔ لیگ برتر (فصل ۸۸–۱۳۸۷) افشین قطبی پس از ۱۴ بازی از تیم جدا شد و افشین پیروانی تا هفتهٔ ۲۵ام، سرمربی بود و در ادامه وینگادای پرتغالی جانشین وی شد. پرسپولیس رتبهٔ پنجم لیگ را به‌دست‌آورد و در جام حذفی نیز ناموفق بود و حذف شد.
در نهمین دورهٔ لیگ برتر (فصل ۸۹–۱۳۸۸) پرسپولیس ناکام بود و در انتهای فصل، در جایگاه نهم قرار گرفت اما در جام حذفی، قهرمان شد.
پرسپولیس در لیگ دهم (فصل ۹۰–۱۳۸۹) با مربیگری علی دایی جایگاه پنجم را به‌دست‌آورد. در لیگ قهرمانان آسیا (۲۰۱۱) در مرحلهٔ گروهی حذف شد و در جام حذفی با پیروزی در برابر ملوان، برای دومین دورهٔ متوالی، قهرمان شد و به لیگ قهرمانان آسیا ۲۰۱۲ راه یافت.

## سال‌های آغازین دههٔ ۱۳۹۰

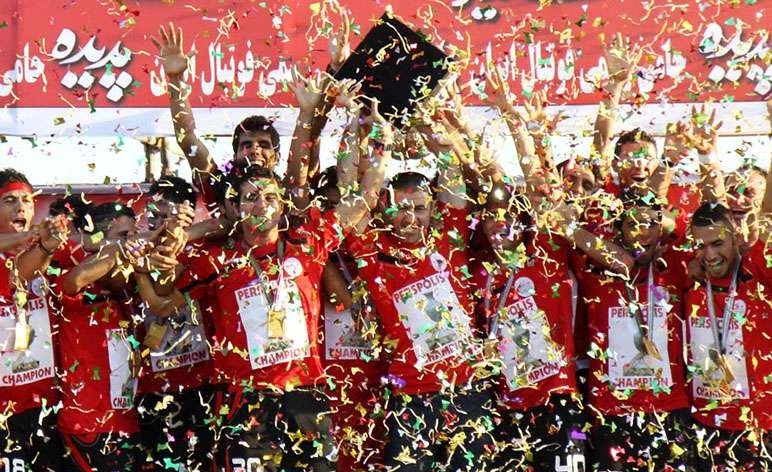
قهرمانی پرسپولیس در جام حذفی ۱۳۸۹–۱۳۹۰

پرسپولیس با آغاز دههٔ ۱۳۹۰ با بحران عدم ثبات مربیان روبه‌رو شد. در لیگ یازدهم (فصل ۹۱–۱۳۹۰) پس از جدایی دایی از پرسپولیس، استیلی به‌عنوان سرمربی انتخاب شد اما نتایج ضعیف این تیم باعث فشار هواداران برای برکناری استیلی شد که سرانجام استیلی جای خود را به افشین پیروانی داد که ادامهٔ نتایج ضعیف پرسپولیس، مدیران را وادار به امضای قرارداد مجدد با مصطفی دنیزلی ترکیه‌ای کرد. در پایان این فصل، پرسپولیس با رتبهٔ بسیار ضعیف دوازدهم، لیگ را به پایان برد. پرسپولیس در این فصل در جام حذفی و لیگ قهرمانان آسیا (۲۰۱۲) نیز ناموفق بود و حذف شد.
دنیزلی به‌دلیل مشکلات خانوادگی از مربیگری پرسپولیس کناره‌گیری کرد و برای لیگ دوازدهم (فصل ۹۲–۱۳۹۱) مانوئل ژوزهٔ پرتغالی به مربیگری پرسپولیس انتخاب شد. مشکلات بسیاری در پیش راه او قرار داشت و او هم نتوانست نتایج درخوری با پرسپولیس بگیرد. با برکناری او یحیی گل‌محمدی به مربیگری موقت پرسپولیس گمارده شد تا پرسپولیس این فصل را با رتبهٔ هفتم لیگ و یک نایب قهرمانی در جام حذفی به پایان ببرد.
سیزدهمین دورهٔ لیگ برتر (فصل ۹۳–۱۳۹۲) مصادف با پنجاهمین سال فعالیت باشگاه پرسپولیس بود. پرسپولیس در این فصل با مربیگری علی دایی با ۵۵ امتیاز به نایب قهرمانی لیگ برتر دست یافت. پرسپولیس در جام حذفی این فصل، در مرحلهٔ یک‌چهارم پایانی حذف شد.
پرسپولیس در لیگ چهاردهم (فصل ۹۴–۱۳۹۳) نیز ناکام بود و رتبهٔ هشتم لیگ را به‌دست‌آورد و در جام حذفی نیز با شکست ۲ بر ۱ در برابر ذوب‌آهن در مرحلهٔ نیمه‌نهایی از دور مسابقات حذف شد.

## سال‌های تولد دوباره با برانکو (۱۳۹۴–۱۳۹۸)

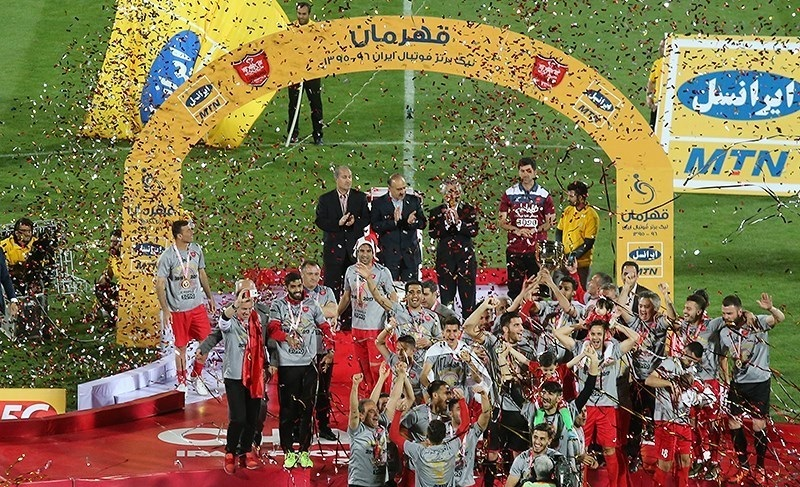
قهرمانی پرسپولیس در لیگ برتر ۹۶–۱۳۹۵

پس از چندین سال نتیجه‌گیری ضعیف و عملکرد متوسط، باشگاه پرسپولیس با مربی پیشین تیم ملی ایران، برانکو ایوانکوویچ، قرارداد بست. در نخستین سال حضور برانکو، در لیگ پانزدهم (۹۵–۱۳۹۴)، پرسپولیس با وجود بازی‌های هجومی و جذاب از نتیجه‌گیری لازم به دور بود. درحالی‌که پرسپولیس در چند هفته در رده‌های پایین جدول حضور داشت در پایان فصل در مرز قهرمانی تنها به خاطر تفاضل گل از قهرمانی بازماند. کارشناسان مهم‌ترین دلیل این امر را ضعف خط دفاعی و دروازه‌بانان پرسپولیس معرفی کردند. پرسپولیس در این فصل، در مرحلهٔ یک‌چهارم نهایی جام حذفی، از دور مسابقات کنار رفت.
در فصل بعدی (۹۶–۱۳۹۵) پرسپولیس با اقتدار و با جابه‌جا کردن بسیاری از رکوردهای تاریخ لیگ برتر به قهرمانی رسید. همچنین در این فصل پرسپولیس با عملکرد درخشان به مرحلهٔ نیمه‌نهایی لیگ قهرمانان آسیا رسید، اما به‌دلیل مشکلات محرومیت و مصدومیت برخی از بازیکنان از رسیدن به فینال بازماند. پرسپولیس همچنین در این فصل موفق شد نخستین سوپر جام تاریخ باشگاه را هم به‌دست‌آورد. پرسپولیس در جام حذفی این فصل ناکام بود و در دور یک‌شانزدهم با شکستی ناباورانه در برابر قشقایی شیراز در ضربات پنالتی، حذف شد.
در فصل ۹۷–۱۳۹۶ پرسپولیس دومین بار پیاپی با سرمربیگری برانکو قهرمان لیگ شد تا تعداد قهرمانی‌هایش در لیگ ایران را به عدد ۱۱ برساند همچنین بار دیگر موفق به فتح سوپرجام ایران شد و در لیگ قهرمانان آسیا ۲۰۱۸ نیز به عنوان نایب قهرمانی دست یافت. پرسپولیس در جام حذفی این فصل با شکست در برابر صنعت نفت در ضربات پنالتی در مرحلهٔ یک‌چهارم نهایی حذف شد.
در فصل ۹۸–۱۳۹۷ پرسپولیس در پی کسب سه‌گانه بود اما در لیگ قهرمانان آسیا مغلوب اشتباهات داوری شد و با خوردن یک گل آفساید از السد قطر و گرفته نشدن پنالتی پرسپولیس در بازی برگشت جلوی پاختاکور نتوانست به مرحلهٔ حذفی برسد اما در همان سال قهرمان لیگ برتر شد و برانکو نخستین هتریک پرسپولیس در لیگ برتر را به نام خودش ثبت کرد و تعداد قهرمانی‌های لیگ پرسپولیس در تمام ادوار مختلف به عدد ۱۲ رسید (۵ قهرمانی در لیگ برتر خلیج فارس) و کمی بعد از آن پرسپولیس در جام حذفی ۹۸–۱۳۹۷ با پشت سر گذاشتن سپاهان در نیمه‌نهایی به مصاف تیم دسته‌دومی داماش گیلان رفت (بازی به‌علت مشکلات هواداران داماش و اعتراض بازیکنان داماش با دو ساعت و نیم تأخیر آغاز شد) و با نتیجهٔ ۱ بر صفر ششمین قهرمانی خودش را در جام حذفی به ثبت رسانید و پس از بیست سال، لیگ برتر و جام حذفی را دبل کرد و سپس سوپر جام ایران را هم برای سومین سال پیاپی به‌دست‌آورد. بدین ترتیب برانکو ایوانکوویچ در کمتر از ۴ سال حضورش در پرسپولیس، ۷ جام و یک نایب قهرمانی آسیا را برای پرسپولیس به‌دست‌آورد، همچنین پرسپولیس در تمام بازی‌های این لیگ فقط یک باخت را برابر باشگاه فولاد خوزستان داشت و توانست به رکورد کمترین باخت در تاریخ لیگ برتر فوتبال ایران دست پیدا کند.

## بازگشت یحیی گل‌محمدی
در فصل بعدی (۹۹–۱۳۹۸) برانکو، سرمربی موفق سرخ‌ها با توجه به مشکلات مالی باشگاه، از تیم جدا شد و باشگاه گابریل کالدرون آرژانتینی را به‌عنوان مربی جدید انتخاب کرد. این مربی در دوران نخستینش، نتایج درخشانی را کسب نکرد و در برابر برخی از رقبا، همانند سپاهان و تراکتور، بازی‌ها را واگذار کرد؛ اما وی شهرآورد تهران را در مقابل رقیب سنتی خود استقلال تهران برد و پس از آن روندی صعودی را در لیگ پیش گرفت. در آخرین بازی از نیم‌فصل اول، پرسپولیس صدرنشین لیگ شد و راه برای قهرمانی هموار شد. در ادامه، کالدرون به‌علت اختلاف با کادر فنی و مدیریت باشگاه از تیم جدا شد و یحیی گل‌محمدی، بازیکن و مربی پیشین پرسپولیس و تیم ملی ایران، به‌عنوان مربی جدید گزینش شد. آن‌ها در ابتدای نیم‌فصل جدید، تراکتور را دو بر صفر از پیش رو برداشتند و سپس با نتیجهٔ مساوی دو بر دو شهرآورد تهران را پشت سر گذاشتند. در این فصل، پرسپولیس قهرمان لیگ برتر و سوپر جام ۱۳۹۸ شد و به فینال لیگ قهرمانان آسیا ۲۰۲۰ راه یافت اما در بازی فینال، مغلوب اولسان هیوندای شد و نایب‌قهرمان آسیا شد. پرسپولیس در این فصل، در مرحلهٔ نیمه‌نهایی از جام حذفی، حذف شد.
پرسپولیس با سرمربیگری یحیی گل‌محمدی در بیستمین دوره از مسابقات لیگ برتر (فصل ۱۴۰۰–۱۳۹۹) از عنوان قهرمانی خود در لیگ برتر دفاع کرد. این تیم همچنین با پیروزی ۱–۰ در برابر تراکتور، قهرمان سوپر جام ۱۳۹۹ شد. پرسپولیس در این فصل، در جام حذفی ناموفق بود و در لیگ قهرمانان آسیا ۲۰۲۱ نیز در مرحلهٔ یک‌هشتم نهایی با شکست در مقابل الهلال عربستان، از دور مسابقات کنار رفت.
در لیگ ۲۱اُم (فصل ۰۱–۱۴۰۰) پرسپولیس، نایب‌قهرمان لیگ برتر و سوپر جام ۱۴۰۰ شد و در جام حذفی نیز ناموفق بود و در مرحلهٔ یک‌چهارم نهایی، حذف شد. پرسپولیس همچنین توسط ای‌اف‌سی از شرکت در لیگ قهرمانان آسیا ۲۰۲۲ محروم شد.
فصل ۰۲–۱۴۰۱، بیست و دومین فصل حضور باشگاه پرسپولیس در لیگ برتر فوتبال ایران بود. پرسپولیس در این فصل، بسیار موفق بود و علاوه بر قهرمانی در لیگ برتر، در رقابت‌های جام حذفی نیز با پیروزی در شهرآورد تهران در برابر استقلال، قهرمان شد و به‌دلیل قهرمانی این تیم در هر دو جام، سوپر جام ۱۴۰۲ نیز بدون انجام بازی به پرسپولیس رسید و این تیم موفق به کسب سه‌گانه شد. در فصل (۰۳_۱۴۰۲) یحیی گل محمدی، سرمربی موفق باشگاه پرسپولیس با توجه به اختلاف با مدیریت باشگاه، در نیم فصل اول از تیم جدا شد. بعد از جدایی یحیی گل محمدی دستیارش اوسمار ویرا به عنوان سرمربی باشگاه پرسپولیس در نیم فصل دوم لیگ برتر ۰۳_۱۴۰۲ انتخاب شد. باشگاه پرسپولیس در نهایت با سرمربیگری اوسمار ویرا در پایان فصل با کسب ۶۸ امتیاز که بیشترین تعداد امتیاز تیم پرسپولیس در لیگ برتر بوده موفق به کسب عنوان قهرمانی در بیست و سومین دوره لیگ برتر ایران شد.